# Racewe
Racewe (ukr. Рацеве) – wieś na Ukrainie, w obwodzie czerkaskim, w rejonie czerkaskim. W 2023 liczyła 2118 mieszkańców, spośród których 2108 posługiwało się językiem ukraińskim, 10 rosyjskim.